# Canet (Erau)
Canet és un municipi occità del Llenguadoc, del departament de l'Erau, regió d'Occitània. Està agermanat amb el municipi valencià de Canet d'en Berenguer.